# Onil (kommunhuvudort)
Onil är en kommunhuvudort i Spanien.   Den ligger i provinsen Provincia de Alicante och regionen Valencia, i den sydöstra delen av landet, 300 km sydost om huvudstaden Madrid. Onil ligger 676 meter över havet och antalet invånare är 7 474.
Terrängen runt Onil är huvudsakligen kuperad, men åt sydost är den platt.Runt Onil är det ganska tätbefolkat, med 67 invånare per kvadratkilometer. Närmaste större samhälle är Ibi, 8,7 km öster om Onil. Omgivningarna runt Onil är i huvudsak ett öppet busklandskap.